# مرحله گروهی لیگ قهرمانان اقیانوسیه ۲۰۱۹
مرحله گروهی لیگ قهرمانان اقیانوسیه ۲۰۱۹ از ۱۰ فوریه تا ۲ مارس ۲۰۱۹ برگزار شد. در مجموع ۱۶ تیم در مرحله گروهی برای تعیین ۸ سهمیه در مرحله حذفی لیگ قهرمانان اقیانوسیه ۲۰۱۹ با یکدیگر به رقابت پرداختند.

## قرعه کشی
قرعه کشی مرحله گروهی در ۱۳ نوامبر ۲۰۱۸ در مقر اواف‌سی در اوکلند، نیوزیلند برگزار شد. ۱۶ تیم (۱۴ تیم وارد مرحله گروهی و دو تیم صعود کننده از مرحله مقدماتی) در چهار گروه چهار تیمی قرار گرفتند. قوانین این مرحله به شرح زیر است:
- قهرمانان چهار انجمن میزبان (فیجی، کالدونیای جدید، جزایر سلیمان، وانواتو) در موقعیت ۱ گروه A-D قرار گرفتند.
- قهرمانان سه انجمن توسعه یافته باقیمانده و نایب قهرمان نیوزیلند، به دلیل داشتن بهترین تیم دوم در لیگ قهرمانان اقیانوسیه ۲۰۱۸، در موقعیت ۲ گروه A-D قرار گرفتند.
- نایب قهرمانان شش انجمن توسعه یافته به غیر از نیوزیلند در موقعیت ۳ از گروه‌های A-D و موقعیت ۴ از گروه‌های A-B قرار گرفتند.
- تیم‌های اول و دوم مرحله مقدماتی که هویت آنها در زمان قرعه کشی مشخص نبود، در جایگاه ۴ گروه C-D قرار گرفتند.

| تیم‌های میزبان                                                   | تیم‌های باقی مانده و نایب قهرمان نیوزیلند                 | نایب قهرمانان باقی مانده                                               | تیم‌های صعود کرده از مرحله مقدماتی               |
| --------------------------------------------------------------- | -------------------------------------------------------- | ---------------------------------------------------------------------- | ----------------------------------------------- |
| - لائوتوکا - هیانگن اسپورت - سلیمان واریورز - اراکور گلدن استار | - اوکلند سیتی - توتی سیتی - سنترال اسپورت - تیم ولینگتون | - با - مجنتا - موروبه واونز - هندرسون ایلز - تیفانا - مالامپا ریوایورز | - تیم اول مرحله مقدماتی - تیم دوم مرحله مقدماتی |

تیم‌های اول و دوم مرحله مقدماتی به ۱۴ تیم مرحله گروهی پیوستند.
| تیم اول          | تیم دوم |
| ---------------- | ------- |
| توپاپا مارائرنگا | کیوی    |

## فرمت
چهار تیم هر گروه به صورت نوبت‌گردشی در یک مکان متمرکز با یکدیگر بازی کردند. تیم‌های اول و دوم هر گروه به مرحله یک‌چهارم نهایی مرحله حذفی راه یافتند.

## برنامه مسابقات
- مسابقات گروه A بین ۱۰ و ۱۶ فوریه ۲۰۱۹ در کالدونیای جدید برگزار شد.
- مسابقات گروه B بین ۱۰ و ۱۶ فوریه ۲۰۱۹ در فیجی برگزار شد.
- مسابقات گروه C بین ۲۳ فوریه و ۱ مارس ۲۰۱۹ در وانواتو برگزار شد.
- مسابقات گروه D بین ۲۴ فوریه تا ۲ مارس ۲۰۱۹ در جزایر سلیمان برگزار شد.

| مرحله  | تاریخ         | تاریخ         | تاریخ         |
| مرحله  | گروه A و B    | گروه C        | گروه D        |
| ------ | ------------- | ------------- | ------------- |
| هفته ۱ | ۱۰ فوریه ۲۰۱۹ | ۲۳ فوریه ۲۰۱۹ | ۲۴ فوریه ۲۰۱۹ |
| هفته ۲ | ۱۳ فوریه ۲۰۱۹ | ۲۶ فوریه ۲۰۱۹ | ۲۷ فوریه ۲۰۱۹ |
| هفته ۳ | ۱۶ فوریه ۲۰۱۹ | ۱ مارس ۲۰۱۹   | ۲ مارس ۲۰۱۹   |

## گروه‌ها

### گروه A
| تیم               | بازی | برد | تساوی | باخت | گل‌زده | گل‌خورده | تفاضل‌گل | امتیاز | صلاحیت     |
| ----------------- | ---- | --- | ----- | ---- | ----- | ------- | ------- | ------ | ---------- |
| هیانگن اسپورت (م) | ۳    | ۲   | ۱     | ۰    | ۷     | ۱       | ۶+      | ۷      | مرحله حذفی |
| توتی سیتی         | ۳    | ۱   | ۲     | ۰    | ۸     | ۶       | ۲+      | ۵      | مرحله حذفی |
| تیفانا            | ۳    | ۰   | ۲     | ۱    | ۶     | ۷       | ۱-      | ۲      |            |
| مالامپا ریوایورز  | ۳    | ۰   | ۱     | ۲    | ۵     | ۱۲      | ۷-      | ۱      |            |

| توتی سیتی | ۳–۳ | تیفانا |
| --------- | --- | ------ |
|           |     |        |

| مالامپا ریوایورز | ۰–۵ | هیانگن اسپورت |
| ---------------- | --- | ------------- |
|                  |     |               |

| مالامپا ریوایورز | ۲–۴ | توتی سیتی |
| ---------------- | --- | --------- |
|                  |     |           |

| هیانگن اسپورت | ۱–۰ | تیفانا |
| ------------- | --- | ------ |
|               |     |        |

| تیفانا | ۳–۳ | مالامپا ریوایورز |
| ------ | --- | ---------------- |
|        |     |                  |

| هیانگن اسپورت | ۱–۱ | توتی سیتی |
| ------------- | --- | --------- |
|               |     |           |

### گروه B
| تیم           | بازی | برد | تساوی | باخت | گل‌زده | گل‌خورده | تفاضل‌گل | امتیاز | صلاحیت     |
| ------------- | ---- | --- | ----- | ---- | ----- | ------- | ------- | ------ | ---------- |
| سنترال اسپورت | ۳    | ۲   | ۱     | ۰    | ۱۲    | ۴       | ۸+      | ۷      | مرحله حذفی |
| هندرسون ایلز  | ۳    | ۲   | ۰     | ۱    | ۱۵    | ۸       | ۷+      | ۶      | مرحله حذفی |
| لائوتوکا (م)  | ۳    | ۱   | ۱     | ۱    | ۱۲    | ۸       | ۴+      | ۴      |            |
| موروبه واونز  | ۳    | ۰   | ۰     | ۳    | ۰     | ۱۹      | ۱۹-     | ۰      |            |

| سنترال اسپورت | ۳–۲ | هندرسون ایلز |
| ------------- | --- | ------------ |
|               |     |              |

| موروبه واونز | ۰–۵ | لائوتوکا |
| ------------ | --- | -------- |
|              |     |          |

| موروبه واونز | ۰–۷ | سنترال اسپورت |
| ------------ | --- | ------------- |
|              |     |               |

| لائوتوکا | ۵–۶ | هندرسون ایلز |
| -------- | --- | ------------ |
|          |     |              |

| هندرسون ایلز | ۷–۰ | موروبه واونز |
| ------------ | --- | ------------ |
|              |     |              |

| لائوتوکا | ۲–۲ | سنترال اسپورت |
| -------- | --- | ------------- |
|          |     |               |

### گروه C
| تیم                   | بازی | برد | تساوی | باخت | گل‌زده | گل‌خورده | تفاضل‌گل | امتیاز | صلاحیت     |
| --------------------- | ---- | --- | ----- | ---- | ----- | ------- | ------- | ------ | ---------- |
| تیم ولینگتون          | ۳    | ۳   | ۰     | ۰    | ۱۸    | ۰       | ۱۸+     | ۹      | مرحله حذفی |
| با                    | ۳    | ۱   | ۱     | ۱    | ۶     | ۴       | ۲+      | ۴      | مرحله حذفی |
| اراکور گلدن استار (م) | ۳    | ۱   | ۱     | ۱    | ۳     | ۴       | ۱-      | ۴      |            |
| کیوی                  | ۳    | ۰   | ۰     | ۳    | ۱     | ۲۰      | ۱۹-     | ۰      |            |

| تیم ولینگتون | ۲–۰ | با |
| ------------ | --- | -- |
|              |     |    |

| کیوی | ۰–۲ | اراکور گلدن استار |
| ---- | --- | ----------------- |
|      |     |                   |

| کیوی | ۰–۱۳ | تیم ولینگتون |
| ---- | ---- | ------------ |
|      |      |              |

| اراکور گلدن استار | ۱–۱ | با |
| ----------------- | --- | -- |
|                   |     |    |

| با | ۵–۱ | کیوی |
| -- | --- | ---- |
|    |     |      |

| اراکور گلدن استار | ۰–۳ | تیم ولینگتون |
| ----------------- | --- | ------------ |
|                   |     |              |

### گروه D
| تیم                | بازی | برد | تساوی | باخت | گل‌زده | گل‌خورده | تفاضل‌گل | امتیاز | صلاحیت     |
| ------------------ | ---- | --- | ----- | ---- | ----- | ------- | ------- | ------ | ---------- |
| اوکلند سیتی        | ۳    | ۳   | ۰     | ۰    | ۲۳    | ۱       | ۲۲+     | ۹      | مرحله حذفی |
| مجنتا              | ۳    | ۲   | ۰     | ۱    | ۱۴    | ۳       | ۱۱+     | ۶      | مرحله حذفی |
| سلیمان واریورز (م) | ۳    | ۱   | ۰     | ۲    | ۱۰    | ۱۰      | ۰       | ۳      |            |
| توپاپا مارائرنگا   | ۳    | ۰   | ۰     | ۳    | ۲     | ۳۵      | ۳۳-     | ۰      |            |

| اوکلند سیتی | ۲–۱ | مجنتا |
| ----------- | --- | ----- |
|             |     |       |

| توپاپا مارائرنگا | ۱–۱۰ | سلیمان واریورز |
| ---------------- | ---- | -------------- |
|                  |      |                |

| توپاپا مارائرنگا | ۰–۱۵ | اوکلند سیتی |
| ---------------- | ---- | ----------- |
|                  |      |             |

| سلیمان واریورز | ۰–۳ | مجنتا |
| -------------- | --- | ----- |
|                |     |       |

| مجنتا | ۱۰–۱ | توپاپا مارائرنگا |
| ----- | ---- | ---------------- |
|       |      |                  |

| سلیمان واریورز | ۰–۶ | اوکلند سیتی |
| -------------- | --- | ----------- |
|                |     |             |